# L'Esclave blanche (film, 1927)
Pour les articles homonymes, voir L'Esclave blanche (homonymie).
Pour plus de détails, voir Fiche technique et Distribution.
L'Esclave blanche (Die weisse Sklavin) est un film allemand réalisé par Augusto Genina, sorti en 1927.

## Synopsis
Lady Mary Watson, une noble britannique, tombe amoureuse d'Ali Benver Bey, un Arabe qui l'emmène chez lui au Maroc. Là-bas, elle va devenir son esclave recluse dans son harem...  

## Fiche technique
- Titre original : Die weisse Sklavin
- Titre français : L'Esclave blanche
- Réalisation : Augusto Genina
- Scénario : Augusto Genina et Norbert Falk
- Photographie : Gustave Preiss (en)
- Pays de production : République de Weimar
- Format : Noir et blanc - 1,33:1 - Film muet
- Genre : drame
- Durée : 96 minutes
- Date de sortie : 1927

## Distribution
- Liane Haid : Lady Mary Watson, l'esclave blanche
- Vladimir Gaïdarov : Ali Benver Bey
- Harry Hardt : Brefont
- Charles Vanel : Dr Warner
- Renée Héribel : Fatme
- Oreste Bilancia